# Гекончик пискливий
Гекончик пискливий (Alsophylax pipiens) — вид роду гекончиків з підродини Справжні гекони.

## Опис
Загальна довжина сягає 8—9 см. Відрізняється сіруватим або жовтуватим забарвленням тулуба, зазвичай з 5 темно-коричневими поперечними смугами на спині й такого ж кольору смужками на хвості і зовнішній стороні лап. Тіло його покрите зернистою лускою, перемішаної з дрібними округлими або слаборебристими горбиками.

## Спосіб життя
Полюбляють пустелі та напівпустелі. Живуть гекончики на схилах обривів, в саксаульниках, на кам'янистому і глинистому, нерідко майже позбавленої рослинності, ґрунті і рідше на закріплених пісках. Активні вони переважно вночі, але у похмуру та теплу погоду нерідко зустрічаються і вдень. Харчуються комахами, різними безхребетними, на які полюють як на землі, так і на гілках невеликих чагарників.
Це яйцекладні ящірки. Парування відбувається в кінці квітня — на початку травня. Одноразово самиця відкладає 1, рідко 2 яйця, але виробляє, мабуть, кілька кладок за сезон.

## Розповсюдження
Зазвичай мешкає в Астраханській області (Росія), Казахстані (на півдні), Узбекистані, у західній частині Китаю та Монголії.